# XIII Catalan
Ne doit pas être confondu avec Dragons catalans.
Maillots
Le XIII Catalan créé en 1934 est un club français de rugby à XIII, basé à Perpignan. De nos jours, son appellation ne concerne que l'école de rugby. Son équipe senior a fusionné avec le club de Saint-Estève en 2000 pour former l'Union Treiziste Catalane devenue Saint-Estève XIII Catalan, cette fusion a également servi de base pour la création des Dragons Catalans qui intègre la Super League.
Membre fondateur de la Ligue Française de rugby à XIII en 1934 à l'aide de certains réfractaires à la fusion entre l'Union sportive perpignanaise (USP) et les Arlequins perpignanais en 1933, le XIII Catalan représente la ville de Perpignan et la région du Rousillon. Il s'agit d'un des clubs les plus victorieux de l'histoire du rugby à XIII français jusqu'à sa fusion en 2000 avec onze titres de Championnat de France et dix titres de Coupe de France. Son histoire se mêle aussi avec les performances de quelques-uns des plus grands joueurs comme François Noguères, Jep Maso, Paul Déjean, Gaston Comes, Puig-Aubert, Jean Capdouze, Jean Pambrun, Ivan Grésèque, Claude Mantoulan.
Un auteur de la littérature treiziste résumant le style du club comme « un tempérament de feu allié à des bases techniques solides, la fusion de styles très diversifiés, dans une interprétation généreuse et dynamique ».

## Présentation

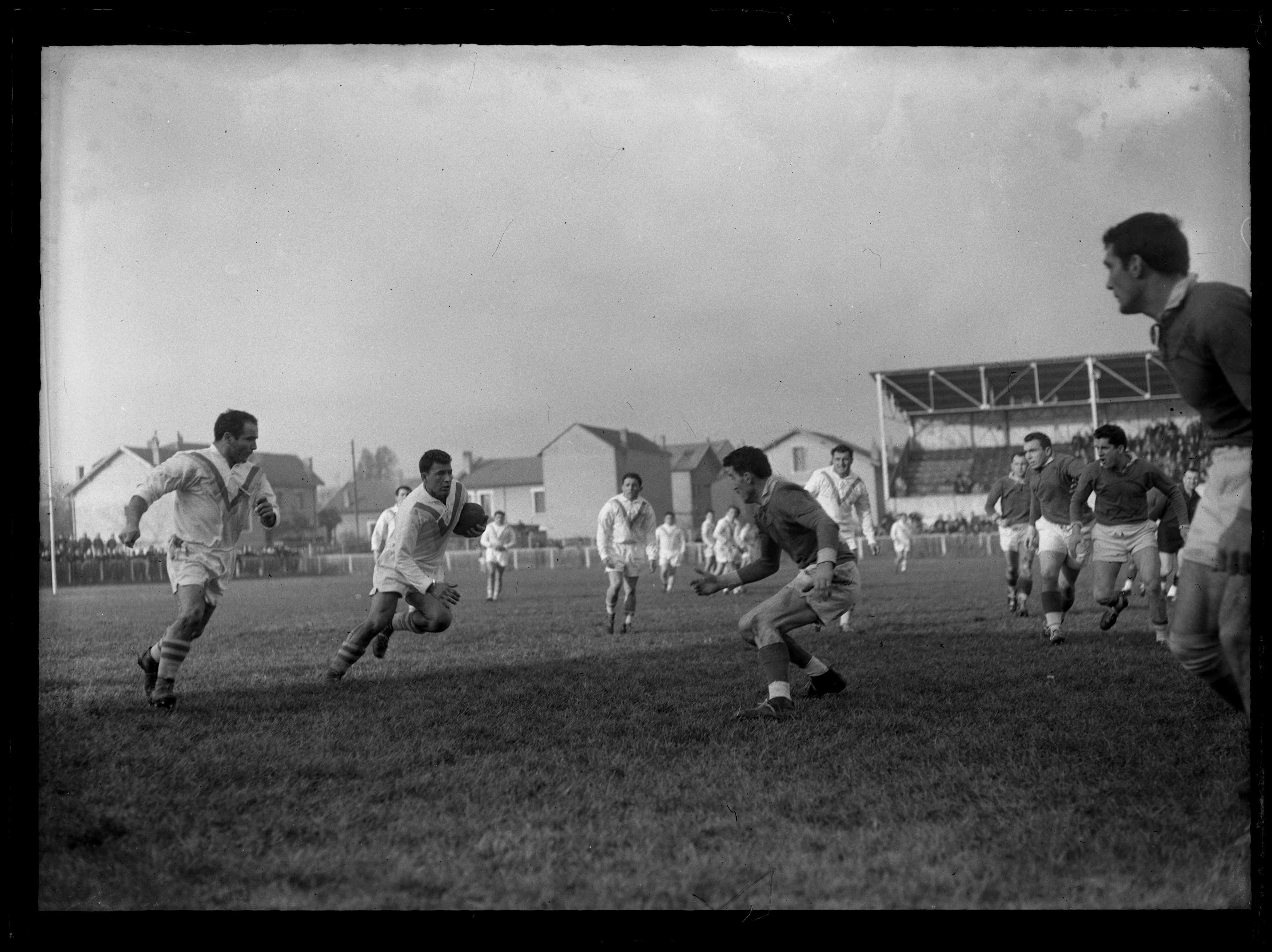
Rencontre du XIII Catalan avec le Toulouse Olympique en 1957.

Il fait partie des membres fondateurs de la Ligue Française de rugby à 13 le 8 août 1934. Avec onze championnats de France remportés, il est le club le plus titré. En 2000, le XIII Catalan fusionne avec l'AS Saint-Estève XIII, pour former l'Union Treiziste Catalane (aujourd'hui appelé Saint-Estève XIII Catalan), C'est également cette fusion qui est à la base de la création du club des Dragons Catalans qui évolue depuis 2006 en Super League. Tout de même, le club conserve sous son appellation de XIII Catalan, une école de rugby (de Premier Pas jusqu'en cadets et Féminines Sénior).
La couleur du Maillot , mais le maillot s'est ensuite fixé sur ses couleurs modernes : maillot blanc avec chevrons « sang et or ».
Président actuel : Jacques Bret[Quand ?].
Tournoi annuel : Challenge Picamal-Dejean, anciennement appelé Challenge Cassayet.

## Palmarès
| Championnat de France | Coupe de France |
| --- | --- |
| - Champion (11) : 1936, 1940, 1957, 1969, 1979, 1982, 1983, 1984, 1985, 1987 et 1994. - Finaliste (7) : 1937, 1951, 1970, 1978, 1981, 1986 et 1988. | - Vainqueur (10) : 1939, 1945, 1950, 1959, 1969, 1976, 1978, 1980, 1985 et 1997. - Finaliste (13) : 1935, 1937, 1946, 1952, 1954, 1957, 1967, 1977, 1983, 1987, 1993, 1994 et 2000. |

## Joueurs emblématiques
- Philippe Ascola
- Jean Azaïs
- Patrick Baco
- Vincent Banet
- Michel Bardes
- Pascal Bomati
- Émile Bosc
- Jacques Cabero
- Jean-Marc Bourret
- Serge Bret
- André Bruzy
- Guy Bruzy
- Didier Cabestany
- Jean Capdouze
- Irénée Carrère
- André Casas
- Robert Casse
- Yves Civil
- Jean-Jacques Cologni
- Gaston Comes
- Paul Dejean
- Guy Delaunay
- Henri Delhoste
- André Gau
- Bernard Gayé
- Yvon Gourbal
- Ivan Grésèque
- Bernard Guasch
- Bruno Guasch
- José Guasch
- Pascal Jampy
- Francis Laforgue
- Guy Laforgue
- Raoul Lavagne
- Francis Lévy
- Bernard Llong
- Claude Mantoulan
- Francis Mas
- Jep Maso
- Adrien Maurel
- Robert Médus
- Michel Naudo
- François Noguères
- Serge Pallarès
- Jean Pambrun
- Maurice Porra
- Puig-Aubert
- Jean Queroli
- Roger Ramis
- Raymond Rébujent
- Michel Roses
- Pierre Saboureau
- Augustin Saltraille
- Jean-Pierre Sauret
- Louis Sayrou
- Charles Suarès
- Alain Touchagues
- Frédéric Trescazes
- Octave Triquera
- Jean-Jacques Vila
- Ambroise Ulma
- Pierre Zamora

### Entraîneurs
- ??-?? :  Martin Serre
- 1934-1949 :  Roger Ramis
- 1945-1947:  Maurice Porra
- 1947-?? :  Joseph Henric
- 1950-1953 :  Augustin Saltraille
- 1953-?? :  Jep Maso
- ??-1967 :  Louis Mazon
- 1967-1969 :  René Peytavy
- 1969-?? :  Jean Barthe
- ??-1972 :  Jean Vergès
- 1972-1973 :  René Peytavy et André Bourreil
- 1973-1974 :  Pierre Estirach
- 1974-1975 :  René Peytavy
- 1975-1979 :  Francis Mas
- 1979-1981 :  Pierre Zamora
- 1981-1986 :  Yvon Gourbal
- 1986-1988 :  Jean-Jacques Cologni
- 1988-1989 :  Francis Mas
- 1989-1991 :  Jacques Jorda
- 1991-1993 :  Ivan Grésèque
- 1993-1994 :  Pierre Zamora et Jean Baco
- 1994-1996 :  Jean-Christophe Vergeynst
- 1996-1997 :  Jacques Jorda
- 1997-1999 :  Jean-Christophe Vergeynst
- 1999-2000 :  Jean Jorda et Guy Delaunay
- 2000-2001 :  Guy Laforgue et Marc Guasch

## Bilan du club toutes saisons et toutes compétitions confondues
| Année | Année                                      | Saison régulière                           | Saison régulière                           | Saison régulière                           | Saison régulière                           | Saison régulière                           | Saison régulière                           | Saison régulière                           | Saison régulière                           | Phase finale                               | Phase finale                               | Phase finale                               | Phase finale                               | Phase finale                               | Phase finale                               | Phase finale                               | Coupe               |
| Année | Année                                      | Class.                                     | Points                                     | MJ                                         | V.                                         | N.                                         | D.                                         | Pp.                                        | Pc.                                        | Perf.                                      | MJ                                         | V.                                         | N.                                         | D.                                         | Pp.                                        | Pc.                                        | Performance         |
| Championnat de France de première division                                                                           | Championnat de France de première division | Championnat de France de première division | Championnat de France de première division | Championnat de France de première division | Championnat de France de première division | Championnat de France de première division | Championnat de France de première division | Championnat de France de première division | Championnat de France de première division | Championnat de France de première division | Championnat de France de première division | Championnat de France de première division | Championnat de France de première division | Championnat de France de première division | Championnat de France de première division | Championnat de France de première division | Coupe de France     |
| 1935 | 1935                                       | 6e                                         | 33                                         | 17                                         | 8                                          | 0                                          | 9                                          | ?                                          | ?                                          | pas de phase finale                        | pas de phase finale                        | pas de phase finale                        | pas de phase finale                        | pas de phase finale                        | pas de phase finale                        | pas de phase finale                        | Finaliste           |
| 1936 | 1936                                       | 7e                                         | 19                                         | 9                                          | 5                                          | 0                                          | 4                                          | ?                                          | ?                                          | Champion                                   | 3                                          | 3                                          | 0                                          | 0                                          | 60                                         | 39                                         | Quart-de-finale     |
| 1937 | 1937                                       | 1er                                        | 50                                         | 18                                         | ?                                          | ?                                          | ?                                          | ?                                          | ?                                          | Finaliste                                  | 2                                          | 1                                          | 0                                          | 1                                          | 20                                         | 29                                         | Finaliste           |
| 1938 | 1938                                       | 6e                                         | 40                                         | 18                                         | 11                                         | 0                                          | 7                                          | 222                                        | 185                                        | Quart-de-finale                            | 1                                          | 0                                          | 0                                          | 1                                          | 5                                          | 20                                         | Demi-finale         |
| 1939 | 1939                                       | 5e                                         | 51                                         | 23                                         | 14                                         | 0                                          | 9                                          | 413                                        | 277                                        | Non qualifié                               | 0                                          | 0                                          | 0                                          | 0                                          | 0                                          | 0                                          | Vainqueur           |
| 1940 | 1940                                       | ?                                          | ?                                          | ?                                          | ?                                          | ?                                          | ?                                          | ?                                          | ?                                          | Champion                                   | 2                                          | 2                                          | 0                                          | 0                                          | 42                                         | 23                                         | Annulé              |
| 1941 à 1944 - Le Rugby à XIII est interdit fin octobre 1940 par le Gouvernement de Vichy et sa Révolution nationale. |                                            |                                            |                                            |                                            |                                            |                                            |                                            |                                            |                                            |                                            |                                            |                                            |                                            |                                            |                                            |                                            |                     |
| 1945 | 1945                                       | ?                                          |                                            |                                            |                                            |                                            |                                            |                                            |                                            | Demi-finale                                |                                            |                                            |                                            |                                            |                                            |                                            | Vainqueur           |
| 1946 | 1946                                       | ?                                          |                                            |                                            |                                            |                                            |                                            |                                            |                                            | Non qualifié                               |                                            |                                            |                                            |                                            |                                            |                                            | Finaliste           |
| 1947 | 1947                                       | 6e                                         | 55                                         | 25                                         | 14                                         | 1                                          | 11                                         |                                            |                                            | Non qualifié                               |                                            |                                            |                                            |                                            |                                            |                                            | Huitième de finale  |
| 1948 | 1948                                       | 5e                                         | 52                                         | 22                                         |                                            |                                            |                                            |                                            |                                            | Non qualifié                               |                                            |                                            |                                            |                                            |                                            |                                            | Huitième de finale  |
| 1949 | 1949                                       | 5e                                         | 59                                         | 26                                         |                                            |                                            |                                            |                                            |                                            | Non qualifié                               |                                            |                                            |                                            |                                            |                                            |                                            | Huitième de finale  |
| 1950 | 1950                                       | 1er                                        | 59                                         | 22                                         |                                            |                                            |                                            |                                            |                                            | Demi-finale                                | 1                                          | 0                                          | 0                                          | 0                                          | 3                                          | 20                                         | Vainqueur           |
| 1951 | 1951                                       | 2e                                         | 67                                         | 26                                         |                                            |                                            |                                            |                                            |                                            | Finaliste                                  | 2                                          | 1                                          | 0                                          | 1                                          | 20                                         | 23                                         | Demi-finale         |
| 1952 | 1952                                       | 8e                                         | 43                                         | 23                                         |                                            |                                            |                                            |                                            |                                            | Non qualifié                               |                                            |                                            |                                            |                                            |                                            |                                            | Finaliste           |
| 1953 | 1953                                       | 10e                                        | 37                                         | 24                                         |                                            |                                            |                                            |                                            |                                            | Non qualifié                               |                                            |                                            |                                            |                                            |                                            |                                            | Huitième de finale  |
| 1954 | 1954                                       | 5e                                         | 49                                         | 21                                         |                                            |                                            |                                            |                                            |                                            | Non qualifié                               |                                            |                                            |                                            |                                            |                                            |                                            | Finaliste           |
| 1955 | 1955                                       | 6e                                         | 54                                         | 26                                         |                                            |                                            |                                            |                                            |                                            | Non qualifié                               |                                            |                                            |                                            |                                            |                                            |                                            | Demi-finale         |
| 1956 | 1956                                       | 6e                                         | 58                                         | 26                                         |                                            |                                            |                                            |                                            |                                            | Non qualifié                               |                                            |                                            |                                            |                                            |                                            |                                            | Huitième de finale  |
| 1957 | 1957                                       | 4e                                         | 62                                         | 26                                         |                                            |                                            |                                            |                                            |                                            | Champion                                   | 3                                          | 3                                          | 0                                          | 0                                          | 57                                         | 32                                         | Finaliste           |
| 1958 | 1958                                       | 7e                                         |                                            |                                            |                                            |                                            |                                            |                                            |                                            | Non qualifié                               |                                            |                                            |                                            |                                            |                                            |                                            | Demi-finale         |
| 1959 | 1959                                       | 6e                                         | 50                                         | 22                                         |                                            |                                            |                                            |                                            |                                            | Quart-de-finale                            | 1                                          | 0                                          | 0                                          | 1                                          | 7                                          | 11                                         | Vainqueur           |
| 1960 | 1960                                       | 5e                                         | 61                                         | 25                                         |                                            |                                            |                                            |                                            |                                            | Non qualifié                               |                                            |                                            |                                            |                                            |                                            |                                            | Huitième de finale  |
| 1961 | 1961                                       | 7e                                         | 50                                         | 24                                         |                                            |                                            |                                            |                                            |                                            | Demi-finale                                | 2                                          | 1                                          | 0                                          | 1                                          | 10                                         | 10                                         | Huitième de finale  |
| 1962 | 1962                                       | 3e                                         | 57                                         | 24                                         |                                            |                                            |                                            |                                            |                                            | Demi-finale                                | 2                                          | 1                                          | 0                                          | 1                                          | 22                                         | 12                                         | ?                   |
| 1963 | 1963                                       | 7e                                         | 49                                         | ?                                          |                                            |                                            |                                            |                                            |                                            | Quart-de-finale                            | 2                                          | 1                                          | 0                                          | 1                                          | 21                                         | 12                                         | Quart-de-finale     |
| 1964 | 1964                                       | 7e                                         | 62                                         | 28                                         |                                            |                                            |                                            |                                            |                                            | Demi-finale                                | 2                                          | 1                                          | 0                                          | 1                                          | 22                                         | 29                                         | Demi-finale         |
| 1965 | 1965                                       | 1er                                        | 66                                         | 26                                         |                                            |                                            |                                            |                                            |                                            | Demi-finale                                | 2                                          | 1                                          | 0                                          | 1                                          | 8                                          | 7                                          | Quart-de-finale     |
| 1966 | 1966                                       | 3e                                         | 62                                         | 26                                         |                                            |                                            |                                            |                                            |                                            | 2e tour                                    | 2                                          | 1                                          | 0                                          | 1                                          | 17                                         | 31                                         | Huitième de finale  |
| 1967 | 1967                                       | 7e                                         | 59                                         | 28                                         |                                            |                                            |                                            |                                            |                                            | Barrage                                    | 1                                          | 0                                          | 0                                          | 1                                          | 7                                          | 9                                          | Finaliste           |
| 1968 | 1968                                       | 2e                                         | 52                                         |                                            |                                            |                                            |                                            |                                            |                                            | Quart-de-finale                            | 1                                          | 0                                          | 0                                          | 1                                          | 3                                          | 5                                          | Huitième de finale  |
| 1969 | 1969                                       | 4e                                         | 50                                         | 22                                         |                                            |                                            |                                            |                                            |                                            | Champion                                   |                                            |                                            |                                            |                                            |                                            |                                            | Vainqueur           |
| 1970 | 1970                                       | 3e                                         | 54                                         | 22                                         |                                            |                                            |                                            |                                            |                                            | Finaliste                                  | 3                                          | 2                                          | 0                                          | 1                                          | 34                                         | 46                                         | Demi-finale         |
| 1971 | 1971                                       | 6e                                         | 56                                         | 26                                         |                                            |                                            |                                            |                                            |                                            | Barrage                                    | 1                                          | 0                                          | 0                                          | 1                                          | 6                                          | 13                                         | Huitième de finale  |
| 1972 | 1972                                       | 9e                                         | 59                                         | 28                                         |                                            |                                            |                                            |                                            |                                            | Non qualifié                               |                                            |                                            |                                            |                                            |                                            |                                            | Huitième de finale  |
| 1973 | 1973                                       | 6e                                         | 48                                         | 20                                         |                                            |                                            |                                            |                                            |                                            | Quart-de-finale                            | 2                                          | 1                                          | 0                                          | 1                                          | 22                                         | 11                                         | Demi-finale         |
| 1974 | 1974                                       | 17e                                        |                                            |                                            |                                            |                                            |                                            |                                            |                                            | Non qualifié                               |                                            |                                            |                                            |                                            |                                            |                                            | Seizièmes de finale |
| 1975 | 1975                                       | 7e                                         | 50                                         | 22                                         |                                            |                                            |                                            |                                            |                                            | Quart-de-finale                            | 2                                          | 1                                          | 0                                          | 1                                          | 32                                         | 14                                         | Quart-de-finale     |
| 1976 | 1976                                       | 2e                                         | 58                                         | 22                                         |                                            |                                            |                                            |                                            |                                            | Quart de finale                            | 1                                          | 0                                          | 0                                          | 1                                          | 14                                         | 19                                         | Vainqueur           |
| 1977 | 1977                                       | 1er                                        | 58                                         | 22                                         |                                            |                                            |                                            |                                            |                                            | Demi-finale                                | 2                                          | 1                                          | 0                                          | 1                                          | 40                                         | 23                                         | Finaliste           |
| 1978 | 1978                                       | 1er                                        | 66                                         | 26                                         |                                            |                                            |                                            |                                            |                                            | Finaliste                                  | 3                                          | 2                                          | 0                                          | 1                                          | 54                                         | 32                                         | Vainqueur           |
| 1979 | 1979                                       | 1er                                        | 66                                         | 26                                         |                                            |                                            |                                            |                                            |                                            | Champion                                   | 3                                          | 3                                          | 0                                          | 0                                          | 88                                         | 27                                         | Demi-finale         |
| 1980 | 1980                                       | 2e                                         | 65                                         | 26                                         |                                            |                                            |                                            |                                            |                                            | Quart-de-finale                            | 1                                          | 0                                          | 0                                          | 1                                          | 14                                         | 15                                         | Vainqueur           |
| 1981 | 1981                                       | 2e                                         | 62                                         | 26                                         |                                            |                                            |                                            |                                            |                                            | Finaliste                                  |                                            |                                            |                                            |                                            |                                            |                                            | Finaliste           |
| 1982 | 1982                                       | 2e                                         | 60                                         | 26                                         |                                            |                                            |                                            |                                            |                                            | Champion                                   |                                            |                                            |                                            |                                            |                                            |                                            | Exclu               |
| 1983 | 1983                                       | 1er                                        | 65                                         | 65                                         |                                            |                                            |                                            |                                            |                                            | Champion                                   |                                            |                                            |                                            |                                            |                                            |                                            | Finaliste           |
| 1984 | 1984                                       | 1er                                        | 65                                         | 26                                         |                                            |                                            |                                            |                                            |                                            | Champion                                   | 2                                          | 2                                          | 0                                          | 0                                          | 43                                         | 10                                         | ?                   |
| 1985 | 1985                                       | 2e                                         | 65                                         | 26                                         |                                            |                                            |                                            |                                            |                                            | Champion                                   |                                            |                                            |                                            |                                            |                                            |                                            | Vainqueur           |
| 1986 | 1986                                       | 1er                                        | 36                                         |                                            |                                            |                                            |                                            |                                            |                                            | Finaliste                                  |                                            |                                            |                                            |                                            |                                            |                                            | Huitième de finale  |
| 1987 | 1987                                       | 3e                                         | 60                                         | 22                                         |                                            |                                            |                                            |                                            |                                            | Champion                                   |                                            |                                            |                                            |                                            |                                            |                                            | Finaliste           |
| 1988 | 1988                                       | 3e                                         | 48                                         |                                            |                                            |                                            |                                            |                                            |                                            | Finaliste                                  |                                            |                                            |                                            |                                            |                                            |                                            | Demi-finale         |
| 1989 | 1989                                       | 6e                                         | 56                                         |                                            |                                            |                                            |                                            |                                            |                                            | Demi-finale                                |                                            |                                            |                                            |                                            |                                            |                                            | Huitième de finale  |
| 1990 | 1990                                       | 3e                                         | 52                                         | 22                                         |                                            |                                            |                                            |                                            |                                            | Quart-de-finale                            | 1                                          | 0                                          | 0                                          | 1                                          | 20                                         | 22                                         | Demi-finale         |
| 1991 | 1991                                       | 2e                                         | 14                                         |                                            |                                            |                                            |                                            |                                            |                                            | Demi-finale                                |                                            |                                            |                                            |                                            |                                            |                                            | Demi-finale         |
| 1992 | 1992                                       | 5e                                         | 41                                         |                                            |                                            |                                            |                                            |                                            |                                            | Barrage                                    | 1                                          | 0                                          | 0                                          | 1                                          | 11                                         | 26                                         | Quart-de-finale     |
| 1993 | 1993                                       | 3e                                         | 54                                         | 22                                         |                                            |                                            |                                            |                                            |                                            | Finaliste                                  |                                            |                                            |                                            |                                            |                                            |                                            | Finaliste           |
| 1994 | 1994                                       | ?                                          |                                            |                                            |                                            |                                            |                                            |                                            |                                            | Champion                                   |                                            |                                            |                                            |                                            |                                            |                                            | Finaliste           |
| 1995 | 1995                                       | ?                                          |                                            |                                            |                                            |                                            |                                            |                                            |                                            | Demi-finale                                |                                            |                                            |                                            |                                            |                                            |                                            | Demi-finale         |
| 1996 | 1996                                       | ?                                          |                                            |                                            |                                            |                                            |                                            |                                            |                                            | Demi-finale                                |                                            |                                            |                                            |                                            |                                            |                                            | 1/8 finale          |
| 1997 | 1997                                       | ?                                          |                                            |                                            |                                            |                                            |                                            |                                            |                                            | Demi-finale                                |                                            |                                            |                                            |                                            |                                            |                                            | Vainqueur           |
| 1998 | 1998                                       | 9e                                         | 37                                         |                                            |                                            |                                            |                                            |                                            |                                            | Non qualifié                               | 0                                          | 0                                          | 0                                          | 0                                          | 0                                          | 0                                          | Quart-de-finale     |
| 1999 | 1999                                       | 4e                                         | 52                                         |                                            |                                            |                                            |                                            |                                            |                                            | Quart-de-finale                            | 1                                          | 0                                          | 0                                          | 1                                          | 8                                          | 31                                         | Huitième de finale  |
| 2000 | 2000                                       | 6e                                         | 46                                         |                                            |                                            |                                            |                                            |                                            |                                            | Demi-finale                                | 2                                          | 1                                          | 0                                          | 1                                          | 28                                         | 36                                         | Finaliste           |

## Autres notes et références
1. ↑  Seuls les principaux titres en compétitions officielles sont indiqués ici.
2. ↑  « Rugby à XIII: La guerre des terrains (1934) », sur surlatouche.fr.
3. 1 2 3 4 5 6 7 8 9 10 11 12 13 14 15  André Passamar, L'encyclopédie de Treize Magazine, XIII Catalan, Toulouse, Sud-Ouest Presse impression, 2ème trimestre 1984, 169 p. (ASIN B0014I5GK6), p. 163
4. ↑  2e demi-finale et finale annulées car le 10 mai 1940, les Allemands ont envahi la Belgique, le Luxembourg et le Nord-Est de la France.